# Hypnum
Die Schlafmoose (Hypnum) beschreiben eine pleurokarpe Laubmoos-Gattung. Getrocknet wurden die unterschiedlichen Arten im Mittelalter für Kissen- und Matratzenfüllungen verwendet. In einigen Regionen Deutschlands wurden die Moose auch direkt als Schlaflager benutzt. Subfossile Funde aus Norddeutschland belegen diese Verwendung. Es sei jedoch ergänzend erwähnt, dass im Mittelalter alle größeren Astmoose den Schlafmoosen zugeteilt wurden. Nicht verwunderlich ist, dass ihr deutscher Name aus dieser Zeit stammt. Hypnum entstammt dem Griechischen hypnos, was übersetzt Schlaf bedeutet.

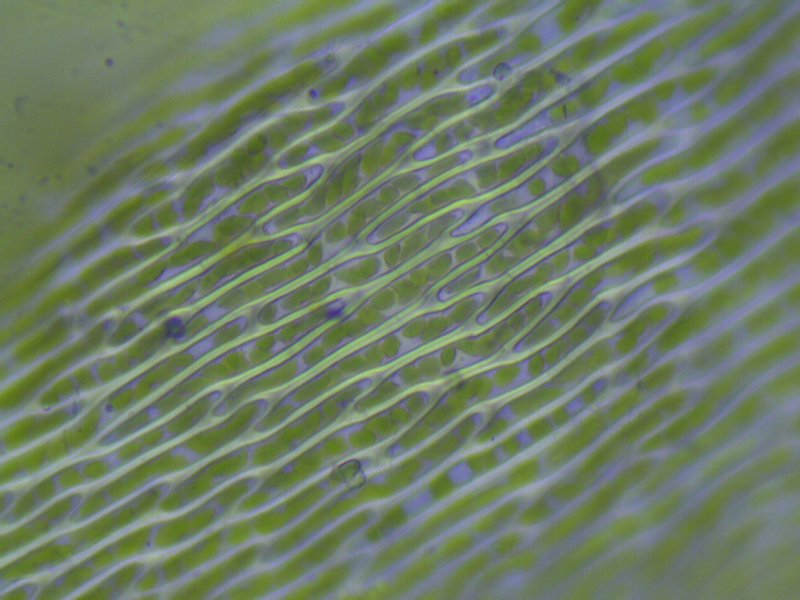
Laminazellen von Hypnum cupressiforme

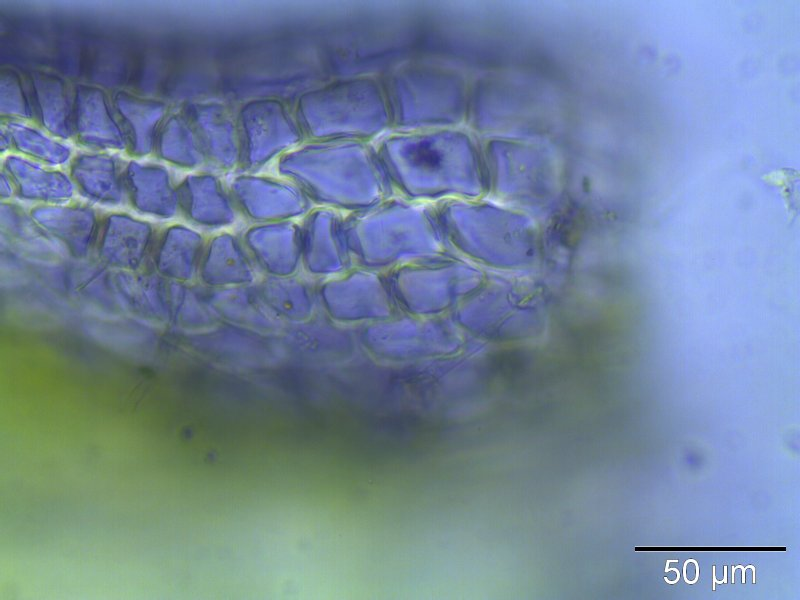
Typische, ausdifferenzierte Blattflügelzellnetze von Hypnum cupressiforme

## Merkmale
Die Schlafmoose sind grün bis gelbbraun gefärbte, glänzende, pleurokarpe Laubmoose, die zarte bis kräftige Rasen ausbilden. Ihre Stämmchen können sowohl niederliegend als auch aufsteigend wachsen und sind meist unregelmäßig oder seltener regelmäßig fiedrig verzweigt. Die Stämmchen weisen bei einigen Arten eine Hyalodermis, d. h. eine Rinde aus großen, wasserhellen Zellen auf.
Die eilanzettlich geformten, kurz oder lang zugespitzten Blätter sind in der Regel einseitswendig, wobei kurz hakenförmig gebogene Blattspitzen ebenso vorkommen wie sichelförmig oder kreisförmig gebogene Blätter. Im Außenbereich an der Blattbasis weisen sie oft ein deutlich differenziertes Blattflügelzellnetz auf, deren Zellen kürzer rechteckig, oft bräunlich verfärbt, und bei vielen Arten aufgeblasen sind. Innerhalb des Blattes sind unter dem Mikroskop prosenchymatische Laminazellen zu erkennen. Die Blattrippe ist entweder kurz und doppelt oder fehlt ganz.
Die stets geneigten Kapseln der Sporogone stehen an einer langen Seta. Sie weisen zudem ein doppelt ausgebildetes Peristom auf.

## Systematik / Arten (Auswahl)
Die Schlafmoose sind eine kosmopolitisch (außer Antarktis) verbreitete Gattung. Besonders artenreich sind sie allerdings in gemäßigten Gebieten der Erde.
Die Gattung wurde früher als Sammelgruppe für verschiedenste pleurokarpe Moos mit prosenchymatischem Blattzellnetz ohne Rippe verwendet, die nicht anders zugeordnet werden konnten, weswegen auch immer wieder Teile in andere Gattungen ausgegliedert wurden.
Die meisten Artmerkmale zeigen eine hohe Variabilität und weichen insbesondere bei Pflanzen sehr nasser oder trockener Standorte stark ab. Deswegen sind einerseits einige der Arten bisher nicht klar definiert worden, andererseits kann man nicht jede Pflanze, auch wenn sie zu einer der wohldefinierten Arten gehört, eindeutig zuordnen. Diese Probleme wurden allerdings zumindest für einen guten Teil der Gattung durch die Arbeiten von Hisatsugu Ando behoben.
Je nach Auffassung umfasst die Gattung weltweit etwa 50 bis 200 Arten. Davon kommen etwa 15 in Europa vor.
- Hypnum andoi
- Hypnum bambergeri
- Hypnum callichroum
- Zypressenschlafmoos (Hypnum cupressiforme)
- Hypnum fertile
- Hypnum hamulosum
- Hypnum imponens
- Heide-Schlafmoos (Hypnum jutlandicum)
- Geschwollenes Zypressen-Schlafmoos (Hypnum lacunosum)
- Gekrümmtes Schlafmoos (Hypnum lindbergii)
- Hypnum pallescens
- Hypnum pratense
- Hypnum recurvatum
- Hypnum resupinatum
- Hypnum revolutum
- Hypnum sauteri
- Dreiseitiges Astmoos (Hypnum triquetrum)
- Hypnum vaucheri